# Chilicola nanula
Chilicola nanula är en biart som beskrevs av Packer 2007. Chilicola nanula ingår i släktet Chilicola och familjen korttungebin. Inga underarter finns listade i Catalogue of Life.